# Jean-Baptiste Darrot-Andrieu
Pour les articles homonymes, voir Darrot et Andrieu.
Jean-Baptiste Darrot dit Darrot-Andrieu à la suite de son mariage à Thiers le 10 novembre 1828 avec Marguerite Eliza Andrieu (1810-1892), est un homme politique français né le 10 vendémiaire An VI (1er octobre 1797) à Thiers (Puy-de-Dôme) et décédé le 3 octobre 1870 à Thiers. Il est inhumé au cimetière Saint-Jean de Thiers dans le caveau familial des Andrieu.

## Famille
Son beau-frère Georges Pierre Hermose Andrieu (1804-1875), magistrat à la cour d’appel de Riom est un historien, connu en Auvergne pour ses travaux sur l’Histoire de la ville et baronnie de Thiers en Auvergne (Œuvre posthume de M. Hermose Andrieu, publiée sous la direction de M. Ambroise Tardieu. Moulins Desrosiers 1878). Son autre beau-frère est l’avocat et homme politique thiernois, maire de Celles-sur-Durolles (Puy-de-Dôme), Jean Baptiste Francis Andrieu dit Andrieu de Vaulx (1811-1867), dernier frère du conseiller Hermose Andrieu (1804-1875) et de Marguerite Eliza Andrieu (1810-1892).

## Carrière politique
Propriétaire, notaire royal, Jean-Baptiste Darrot-Andrieu est élu conseiller d'arrondissement aux élections du 25 novembre 1833, réélu en 1836 sur le canton de Thiers (arrondissement de Thiers). 
Maire de Thiers de 1839 à 1848, il devient conseiller général du canton de Thiers aux élections du 30 novembre 1845 par 86 voix contre 38 à Marc Tourraud, conseiller sortant ; mandat conservé jusqu'en 1848.
Il est aussi parlementaire du Puy-de-Dôme du 20 février 1847 au 24 février 1848 (VIIe législature), élu député du 6e collège de ce département (pour Thiers), par 151 voix contre 132 à Jacques Baudet-Lafarge, de l'opposition (283 votants, 309 inscrits). Il prit place dans la majorité conservatrice soutenant les ministères de la monarchie de Juillet et vota avec elle jusqu'à la révolution de février 1848, qui le rendit à la vie privée.

## Sources
- « Jean-Baptiste Darrot-Andrieu », dans Adolphe Robert et Gaston Cougny, Dictionnaire des parlementaires français, Edgar Bourloton, 1889-1891 [détail de l’édition] [texte sur Sycomore]